# Франческо Гонзага (1444—1483)
Франче́ско Гонза́га (лат. Franciscus Gonzaga, итал. Francesco Gonzaga; 15 марта 1444, Мантуя, маркграфство Мантуанское — 21 октября 1483, Болонья, Папская область) — сын мантуанского правителя Лудовико III из рода Гонзага, сеньор Боццоло, Сан-Мартино-даль-Арджине, Изола-Доварезе, Саббьонеты, Ривароло, Вьяданы и Гаццуоло, кардинал-дьякон с титулярной диаконией Санта-Мария-Нуова и Сант-Агата-деи-Готи, апостольский администратор Мантуи, Болоньи и Лунда, князь-епископ Бриксена.
Чрезвычайный легат римских пап и представитель маркграфов Мантуанских при Святом Престоле. Участник двух конклавов, на которых были избраны папы Павел II и Сикст IV. Меценат. Коллекционер произведений искусства. Скончался в возрасте тридцати семи лет, отравившись минеральной водой.

## Биография

### Ранние годы
Франческо Гонзага родился в Мантуе 15 марта 1444 года. Он был пятым ребёнком и вторым, выжившим после рождения, сыном Лудовико III (1412—1478), маркграфа Мантуанского от Барбары Бранденбургской (1422—1481), дочери наследного курфюрста Бранденбурга Иоганна Алхимика и Барбары Саксен-Виттенбергской.
Известен юношеский портрет Франческо кисти Андреа Мантеньи, написанный в 1461 году. На нём он изображён в профиль в одеянии кардинала на тёмном фоне. Картина находятся в Государственном музее в Каподимонте в Неаполе.
Начальное образование Франческо получил в школе в здании «Дома для игр» (итал. Ca' Zoiosa). В этой школе, которая была основана его дедом Джанфранческо I, его учителями были гуманисты — математик Якопо да Сан-Кассиано, филолог Оньибене Бонизоли, академик и библиотекарь Бартоломео Платина. После он продолжил образование в Падуе. Затем поступил в Пизанский университет, окончив который, в феврале 1454 года был назначен папой Николаем V апостольским протонотарием. Позднее занял место прокуратора церкви в Мантуе.

### Образ жизни
С юности Франческо вёл светский образ жизни, несмотря на то, что знал о предстоящей ему церковной карьере. В 1477 году, когда он уже был кардиналом, служанка по имени Барбара родила от него бастарда, которого тоже назвали Франческо (ум. 1511). Мальчик получил прозвище Кардиналино (итал. Cardinalino), то есть «маленький кардинал». Франческо любил своего незаконнорождённого сына, заботился о его материальном благополучии и добился возведения в рыцари. Заботы по воспитанию и образованию внука взяла на себя его бабушка-маркграфиня.
Кардинал был щедр на милостыню бедным людям и особенно почитал Пресвятую Деву Марию. Оказывал покровительство талантливым современникам. По его приглашению, при дворе в Мантуе в 1479 — 1480 годах находился известный итальянский поэт Анджело Полициано, написавший здесь поэму «Сказание об Орфее».
Франческо также коллекционировал произведения искусства. Им была приобретена часть античной коллекции папы Павла II, в том числе знаменитая камея Гонзага.

### Кардинал и апостольский администратор

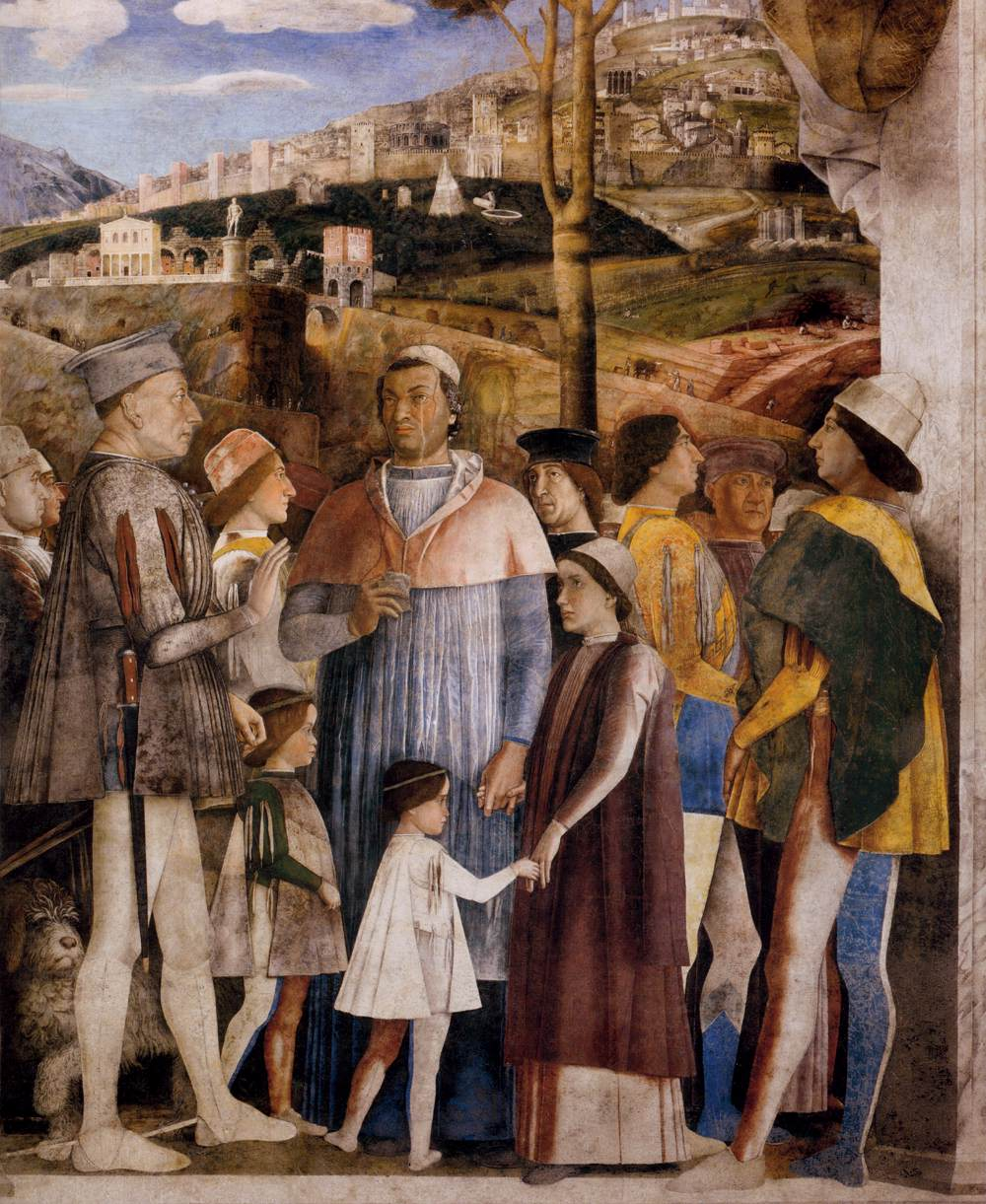
Мантенья. Фрагмент фрески «Брачного чертога». Встреча Лудовико III и Франческо, 1465—1474

Франческо стал кардиналом в семнадцатилетнем возрасте. До этого, в статусе прокуратора церкви, в 1460 году он был направлен в Павию, чтобы наблюдать там за соблюдением канонического права. После завершения собора в Мантуе, 18 декабря 1461 года, по просьбе Альбрехта III, курфюрста Бранденбурга, папа Пий II возвёл его в сан кардинала.
Весной 1462 года Франческо отправился из Павии, к месту своего нового служения. По дороге он посетил Мантую. Встреча отца-маркграфа и сына-кардинала изображена на фреске Андреа Мантеньи в «Брачном чертоге» во дворце маркграфов и герцогов Мантуанских.
23 марта 1462 года он прибыл в Рим, и после ночи, проведённой в церкви Санта-Мария-дель-Пополо, получил кардинальскую шапку. Франческо стал первым из десяти членов дома Гонзага, носивших сан кардинала. В течение следующих двадцати лет он был фактическим послом маркграфства Мантуанского при Святом Престоле. 2 апреля 1462 года его назначили кардиналом-диаконом церкви Санта-Мария-делла-Скала. Осенью 1463 года Франческо вернулся в Мантую за церковной десятиной для организации крестового похода против Османской империи.
12 августа 1464 года он был номинирован в князья-епископы Бриксена, однако нет информации о его епископской хиротонии. В том же году Франческо участвовал на конклаве, избравшем понтификом кардинала Пьетро Барбо, который стал новым папой под именем Павла II. По завершении конклава, в честь нового папы Франческо организовал блестящий праздник. 20 августа 1466 года он был назначен апостольским администратором Мантуи и нёс это служение до самой смерти.
Франческо был участником двух тайных консисторий — 7 января 1467 года и 30 июня 1470 года. В Риме он познакомился и установил тесные отношения с кардиналом Марко Барбо и Борсо д’Эсте, новым герцогом Феррары. На консистории в Сан-Марко 18 февраля 1471 года папа назначил его своим чрезвычайным легатом (лат. legatus a latere) в Болонье, поручив ему проповедь об очередном крестовом походе против Османской империи. С этого времени Франческо постоянно пребывал в разъездах между Болоньей и Римом.
Его миссия в Болонье была подтверждена новым папой Сикстом IV, бывшим кардиналом Франческо делла Ровере, избранным на конклаве 4 августа 1471 года. Новый папа, в выборах которого он принимал участие, передал в его управление аббатства святого Григория и святого Андрея в Мантуе. Вместе с тем Франческо пришлось отказаться от доходов с аббатств святого Фомы в Вероне, а позднее и с аббатств святого Дионисия в Милане и святой Девы Марии в Кремоне. Управление над последним он передал своему младшему брату, Лудовико Гонзага.
2 мая 1472 года в своём дворце в Болонье с большими почестями Франческо встретил кардинала Василия Бессариона, который с дипломатической миссией направлялся во Францию для участия в переговорах о мире между французским королём и бургундским герцогом. В том же году он был назначен апостольским администратором Лунда и занимал это место до 1674 года. В апреле того же года в Риме Франческо принимал своих дядю и тётю, Кристиана I и Доротею Бранденбургскую, короля и королеву Дании и Норвегии, совершавших паломничество.

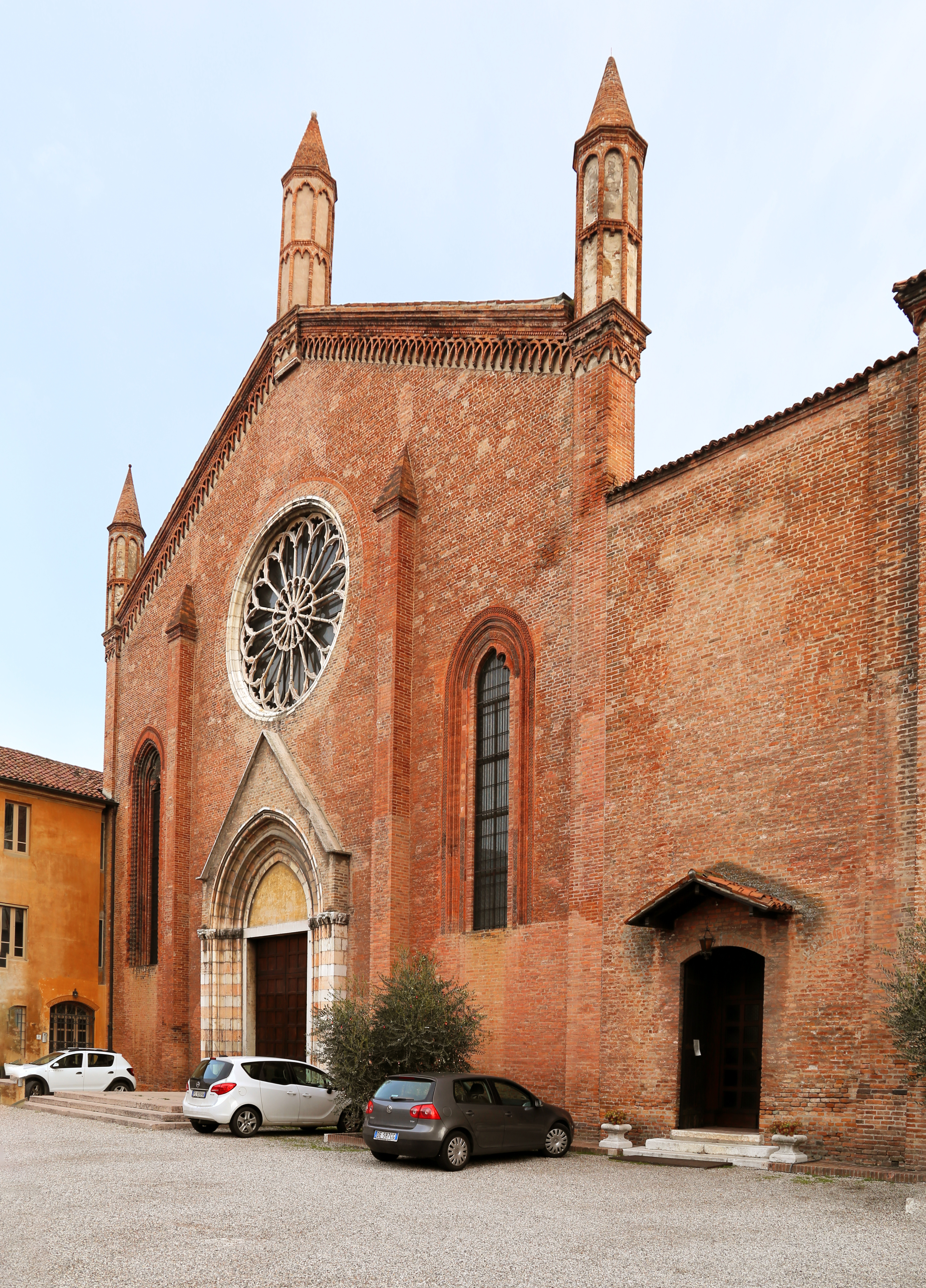
Церковь Святого Франциска в Мантуе

В 1470 году он был также назначен кардиналом-диаконом церкви Сант-Агата-деи-Готи. Во время эпидемии чумы в Риме, 10 июня 1476 года сопровождал папу в Витербо и Фолиньо. 26 июля 1476 года был назначен апостольским администратором Болоньи, но смог прибыть в епархию только в марте 1478 года. Восстановил порядок в Болонье, подавив анти-католические выступления 20 марта 1479 года. В декабре 1480 года вернулся в Рим, но спустя два года, папа снова назначил его своим чрезвычайным легатом в Болонье. Одним из порученных ему заданий была мобилизация народных масс против Венецианской республики, воевавшей с герцогством Феррарским. Несмотря на слабое здоровье, в феврале 1483 года в качестве легата он участвовал на съезде в Кремоне, на котором, при посредничестве папы и правителей соседних государств, была предпринята попытка установить мир между воевавшими сторонами.

### Обстоятельства смерти
Кардинал Франческо Гонзага умер 21 октября 1483 года в Болонье. Причиной смерти было объявлено отравление. В свидетельстве о смерти сказано, что кардинал отравился через употребление недостаточно чистой питьевой воды из источника в Порретта-Терме. У смертного одра Франческо во дворце сеньории находился его младший брат, Лудовико Гонзага. Тело почившего кардинала было перевезено в Мантую и похоронено в семейной усыпальнице в крипте церкви Святого Франциска.
На его похоронах выступил с проповедью известный проповедник Джованни Лючидо Катанео. Сеньории, которыми после смерти отца он правил вместе младшим братом, Джанфранческо Гонзага, отошли его брату-соправителю.